# Geranium collinum
Geranium collinum là một loài thực vật có hoa trong họ Mỏ hạc. Loài này được Stephan ex Willd. mô tả khoa học đầu tiên năm 1800.